# Fred Lucas
Pour les articles homonymes, voir Lucas.

a Compétitions nationales et continentales officielles uniquement.

b Matchs officiels uniquement.
Dernière mise à jour le 8 décembre 2024.
 Frederick (Fred) William Lucas, né le 30 janvier 1902 à Auckland (Nouvelle-Zélande) et décédé dans la même ville le 17 septembre 1957, était un joueur de rugby à XV  qui a joué avec l'équipe de Nouvelle-Zélande. Il évoluait au poste de trois-quarts centre. 

## Carrière
Il dispute son premier test match avec l'équipe de Nouvelle-Zélande le 1er novembre 1924 contre l'Irlande. Son dernier test match fut contre les Lions britanniques, le 9 août 1930. 
Il fut entraîneur de clubs jusqu'en 1946, et sélectionneur de l'équipe de Nouvelle-Zélande en 1945-1946.

## Palmarès
- Nombre de test matchs avec la Nouvelle-Zélande :  7
- Nombre total de matchs : 41